# Аненербе
Аненербе (на немски: Forschungsgemeinschaft Deutsches Ahnenerbe, „Наследството на предците“, пълно название – „Немско общество за изучаване на древната германска история и Наследството на предците“) е организация, съществувала в Германия в периода 1935 – 1945 г., създадена за изучаване традициите, историята и наследството на германската раса с цел окултно-идеологическото обезпечаване на функционирането на държавния апарат на Третия райх. За инициатор се счита Хайнрих Химлер.

## Предистория
През 1928 г. Херман Вирт издава книгата „Произход на човечеството“, в която твърди, че в зората на човечеството стоят две протораси: „нордическа“, явяваща се духовна раса от Север, и пришълци от южния континент Гондвана, с присъщите си низши инстинкти, раса от Юга. В книгата той съобщава, че зверовете – това са особен вид същества, които принципно са различни от човека. Той противопоставя високо духовния човек на човека-звяр, който не само е не-човек (както обикновените животни), но е и античовек. Причина за деструктивните процеси в обществото на нордическата раса („хиперборейците“), според Вирт, е расовото смешение на хиперборейците с безсловесните и примитивни звероподобни същества, населявали другия континент – Гондвана (тези възгледи са научна обосновка за провеждането от нацистите на така наречената „расова хигиена“ в по-късно време).
Съществата от Юг говорели пародия на език, понеже използвали езиковите концепции само в контекста на грубата конкретика на вещите. Техният език по този начин е антиезик, а вместо мисли и съотнасяне на конкретния предмет към мисълта-идея, което от своя страна превръща хората-зверове в осакатена интелектуална пропорция, и е причина за умствен недъг – тази антимисъл, когато величае предмета-фетиш, или даже сатанинския антибог, или това интелектуално израждане може да доведе до материализъм. Такива същества той нарича хора-обекти (неодушевени предмети).

## Създаване на обществото
Корените на Аненербе трябва да се търсят както в дейността на тайното общество „Туле“, така и в хипотезите и идеите на ред лица, като учения Херман Вирт и окултиста Фридрих Хилшер (наставник на бъдещия генерален секретар на „Аненербе“ – Зиверс). Хилшер общува с шведския изследовател Свен Хедин, бивш специалист по Изтока, дълго пребивавал в Тибет, както и с професор Хаусхофер (преподавател от Мюнхенския университет, на когото асистент е бил младият Рудолф Хес). Хес запознава Хаусхофер с Хитлер, който е увлечен от идеята за завоюване на жизнено пространство, и различни окултно-мистически построения и хипотези.
В 1935 г. в Мюнхен е открита историческа изложба под название „Наследството на немските предци“, чийто организатор е Вирт, професор, защитил дисертация, посветена на холандската песен, под названието „Деградацията на холандските фолклорни песни“, където той лансира идеята за своята протомитология, като автор на така наречената „хиперборейска“ концепция.
Тази концепция за съществуването на антихора с антиезик и антимисли заинтересува антисемитски настроения Хайнрих Химлер, при посещението му на изложбата. През 1935 г. Химлер вече е президент и пълномощник на организацията „Наследството на предците“. Интерес към изложбата проявяват също и расистът, получил образование на колонизатор-агроном (за колонизация на Африка), Рихард Даре и окултистът езичник Фридрих Хилшер, ползващ се с голям авторитет в НСДАП, без да член на партията. По този начин от самото си начало обществото „Аненербе“ е свързано с бъдещите нацистки лидери.
Първоначално „Аненербе“ е включена в състава на Главното управление за расите и поселенията. През 1937 г. Химлер изпраща Вирт в оставка и предава „Аненербе“ в разпореждане на Инспекцията на концентрационните лагери. Това е свързано с критиката на Вирт, като учен, от една страна, и несъстоятелноста на неговите идеи за произход на арийците от атлантите в очите на фюрера, от друга. Райхсфюрер на СС Химлер използва този благоприятен момент за подчиняване на организацията „Наследството на предците“ на структурите на СС и увеличаването на своето влияние. Зиверс, като човек с университетско образование, трябвало да играе ролята на свързващо звено между учените и райхсфюрера на СС. Ръководител на медицинските програми е Август Хирт. На 1 януари 1939 г. „Аненербе“ получава статут на самостоятелна организация с разширени права и с предоставено допълнително финансиране.
Щаб-квартирата на „Аненербе“ е разположена в един от специалните берлински райони – Далем (на адрес Пюклерштрасе, 16).
Първоначалната цел на обществото „Наследството на предците“ е доказването на теорията за расовото превъзходство на германците посредством исторически, антропологически и археологически изследвания. В програмата от 1935 година е указано: „Издирвания в областта на локализацията на духа, постиженията, наследствата на индо-германската раса. Популяризация на резултатите от изследванията във форма, достъпна и интересна за широките маси от народа. Работата да се произвежда с пълно съблюдение на научните методи и с научна точност„.
На 1 януари 1942 г. „Аненербе“ е прехвърлено в състава на Личния щаб на райхсфюрера на СС и цялата му дейност окончателно е преориентирана за военни нужди. Много проекти са прекратени, но възниква „Институт за военни изследвания“, оглавяван от Зиверс. Впоследствие дейността на института е подробно разгледана на Нюрнбергския процес: международният трибунал признава „Наследството на предците“ за престъпна организация, а нейният ръководител Зиверс е осъден на смърт и обесен.

## „Наука“ и идеология
В замъка Вевелсбург Химлер има намерение да устрои център на нацистката „нова религия“, която се създава от идеолозите на СС като съединение на езичеството на древните германци и „истинското“, още „неотровеното от евреите“ християнство и окултизма на миналия век. „Залата на Граала“ се намирала в замъка под огромен купол, който имал 48 прозореца и бил предназначен за религиозни медитации на райхсфюрера и хора, приближени на властта.
„За да се засили германофилството и в интерес на защитата на Райха със заповед на райхсфюрера от 1 декември 1939 г. архиви, документи и библиотеки се конфискуват и предават на „Немското общество за изучаване на древната германска история и Наследството на предците“ с по-нататъшни инструкции от Главната квартира на Райха относно сигурността, която трябва да се изчака. Трябва да се приеме, че конфискуваните архиви, произведения на изкуството и т.н. се съхраняват безопасно в подходящи помещения, независимо дали са исторически и праисторически предмети, документи, книги, които са от интерес за въпроси, свързани с културна стойност и обществения живот, особено по въпроса за приноса на Германия в историческото, културното и икономическото развитие на страната, както и документи, които са от значение за историята на настоящите събития„. Конфискацията се е извършвала както на територията на райха, така и в окупираните зони. За попечител е назначен проф. д-р Хайнрих Харманц, Berlin – Dahlem, Pucklerstrasse 16, а заместник – Волфрам Зиверс.
От първите дни на съществуването на организацията археолози, етнографи, филолози, историци снимат за СС пропагандни филми и пишат учебно-възпитателни програми. В задължителен порядък на всеки член на СС преподават епоса „Еда“ и го обучават в четене на руни.
В „Аненербе“ често е повдиган въпросът за Атлантида, от който се интересува и Химлер. Именно в този институт е измислено названието на острова Хелголанд: „das heilige Land“ – „свята земя“. Идеолозите на национал-социализма се стремят да придадат на германското „начало“ независима окраска, което би позволило на нацистите да усещат своята изключителност, която с нищо не е задължена на Авраам. След войната нацистките идеи са подхванати от пастора Юрген Спанут, който отъждествява Атлантида с Хелголанд.
Сътрудниците на организацията „Наследството на предците“ четат лекции на бойците от зондеркомандите и охраната на концлагерите, за „научното“ обосноваване на тоталното унищожение на враговете на Хилядолетния райх. Един от най-добрите в света специалисти по културата на готите и викингите, доктор Херберт Янкун, доказва, че древните германци безжалостно давели в блатата предателите, хомосексуалистите и вероотстъпниците, с все целите им семейства. По-късно, когато немската армия завоюва Крим през юли 1942 година, Химлер изпраща доктор Янкун, Карл Керстен и барон фон Зеефелд в региона за търсене на останки на материалната култура на готските кралства (които така и не са намерени). В бъдеще Крим трябвало напълно да бъде населен („никакви чужденци“) и колонизиран само с германци, ставайки територия на райха. Бъдещата кримска колония даже е наречена Gotengau (готски окръг), в чест на готите, които, както предполага Янкун, били предци на немските „арийци“. Особено внимание доктор Янкун отделя на разграбването на кримския музей. Едва по-късно той моли да го зачислят като офицер от разузнаването в дивизията на СС „Викинг“, където той по-рано е провеждал „културно-политическо възпитание“.
По оценката на Химлер „ариизацията“ на региона трябвало да се провежда постепенно в течение на 20 години; отначало се предполага депортиране на местното население, после се преразпределя територията за населяване с „арийци“. Допълнително и като „изключение“ славяните и „низшите“ раси можело да посадят дъбови и букови дървета, за да имитират традиционните немски гори, а също да посадят нови посеви, които да бъдат донесени от другата прародина на „арийците“ – Тибет. Химлер заповядва да се създаде ново учреждение в структурата на „Наследството на предците“, което възглавява Шефер. После е създадена биологическа станция в близост с австрийския град Грац, където Шефер започва работа съвместно със семействата на други учени, за да разработят нови посеви за „Хилядолетния Райх“.
Пълната реализация на плана за „ариизация“ остава невъзможна поради продължаващата война, но неголяма колония все пак е основана в полевия щаб на Химлер, близо до Киев. На 10 октомври 1942 година войските на CC, начело с Химлер, депортират 10623 украинци във вагони, предназначени за животни, преди преместването на етническите германци(фолксдойче) от северна Украйна. СС предава на германските семейства необходимите материали, заедно със земята.

## „Родова памет“ и германската история
До 1938 г. Аненербе се занимава с устройството на държавния строй на микенската цивилизация, и това знание е доведено до върха на нацисткото управление на Германия. С началото на Втората световна война специалистите от организацията за „родова памет“, вървейки след частите на Вермахта, участват в разграбването на европейските музеи и библиотеки. Те избират предимно артефакти, които са свързани с германската история.
На 17 юли 1940 г. от името на Фюрера, със заповед на началника на Върховното главно командване на Вермахта от 5 юли 1940 г. за Розенберг е създадена „Aynzatsshtab“, който има офиси във всички големи градове на Европа.

### Хората като обект на изследвания от нацистката наука

#### Използване на телата на убити хора като материал за антропологически колекции
С влизането на Германия във война на преден план сред разработките на „Аненербе“ е издигната програмата за антропологическите изследвания. Тази програма се осъществява от „Института по специални мисии в областта на военните науки“, като използва в качеството на опитен материал живи хора. Една такава програма разработва хауптщурмфюрер от СС професор Август Хирт. Той колекционира черепи и скелети на хора от различни националности, като поставя в спирт телата им. Хората в качеството на „материал“ постъпвали от лагерите на смъртта.

#### Опити с хора
Освен антропологически изследвания „Аненербе“ се занимава и с антихуманни опити с хора. В тази област се специализира доктор Зигмунд Рашер. Той пише на своя началник Хайнрих Химлер:
| „ | Аушвиц повече подхожда за провеждане на подобни изпитания, отколкото Дахау, понеже климатът в Аушвиц е доста по-хладен, а и за това, че в този лагер опитите ще привличат по-малко внимание предвид неговата по-голяма площ (подопитните по-високо крещят при замръзването.) | “ |

Когато в Освиенцим (по-известното в България название на Аушвиц) опитите по охлаждането на хора по някакви причини било възпрепятствано, доктор Рашер продължава своите „изследвания“ в Дахау:
| „ | Слава Богу, у нас в Дахау отново настъпиха силни студове, – пише той на Химлер в ранната есен на 1943 година. – Някои подопитни бяха на открит въздух по 14 часа при външна температура 21 градуса по Фаренхайт (−6,1 по Целзий), при това температурата на телата им спадаше до 77 градуса по Фаренхайт (+25 по Целзий)(при норма +36,6) и се наблюдаваше замръзване на крайниците... | “ |

| „ | Когато хората замръзвали, д-р Рашер или негов асистент отчитали температурата, работата на сърцето, дишането и т.н. Тишината на нощта често била нарушавана от душераздиращите викове на мъчениците... | “ |

#### Медицински експерименти

##### Дахау
Доктор Зигмунд Рашер, един от садистите на „Аненербе“, е натоварен със задачата да изпита на какви височини пилотите на Луфтвафе могат да летят с конструираните нови самолети, които е трябвало да летят на по-големи височини от по-старите модели. Рашер получил позволение от Химлер да търси затворници, които да постави в барокамера, като се симулирали условията на полета на големи надморски височини, до които биха достигнали пилотите.
На Рашер е наредено да открие колко дълго немските пилоти могат да издържат в студени води в случай на падане във вода на самолета, затова той поставя хората в резервоар с вода и с помощта на електроди им измерва пулса и температурата. Така експериментално са намирани начин за съживяването на човек, изложен на студени води, използвайки традиционните начини посредством топли кърпи и затоплени одеяла, стигало се до сведения до крайност конвенционален метод чрез поставянето на човека в креват с жена, която го изкушава чрез сексуално стимулиране (стигало се е и до четири жени).
Рашер експериментирал с ефектите на полигала, вещество, извлечено от цвекло и ябълков пектин, който помага за кръвосъсирването при огнестрелни рани. На затворниците са давани таблетки полигала, след което те са разстрелвани, за да наблюдава след това съсирването на кръвта в резултат на раната.
Подобни експерименти са извършвани от юли до септември 1944 г., а „Аненербе“ осигурява пространство и материал за лекарите. Известно е, че Зиверс посещава Дахау на 20 юли същата година и разговаря с Плотнер и Вилхелм Байглбьок, който провежда експериментите.

##### Човешкият череп
Валтер Грайте през януари 1939 г. оглавява изследванията в „Аненербе“ с приложен характер (англ. Applied Nature Studies) и започва да прави подробни измервания на 2000 евреи в имиграционната служба на Виена. Бегер се срещна със Зиверс на 10 декември 1941 г., за да го увери, че той се нуждае от 120 еврейски черепа.
Бегер съвместно с д-р Август Хирт, от Университета в Ниш в Страсбург, правили колекции на еврейските кости за изследователски цели. Събрани телата на 79 еврейски мъже, 30 еврейки, 2 поляци и четири азиатци.

### Институт за военни научни изследвания
Институтът за военни научни изследвания (нем. Institut fuer Wehrwissenschaftliche Zweckforschung) е основан в края на лятото на 1942 г. Като организация, в рамките на „Аненербе“, занимаваща се с надзор на медицински експерименти, които са извършвани със затворници от концентрационните лагери. Зиверс основава института по заповед на Химлер и е назначен като директор на два отдела, които са ръководени от Рашер и Хирт.

## Структура
- Президент: Хайнрих Химлер
- Директор, научен куратор: Валтер Вюст
- Административно управление: Волфрам Зиверс
- Финансово управление: Фицнер.
- Фонд „Наследството на предците“: Бруно Галке
- Издателство на Фонда „Наследството на предците“. Ръководител – Фридхелм Кайзер. Намирало се е в берлинския район Далем.

Според различни източници количеството на отделите „Наследството на предците“ е от 13 до 50, което е свързано с постепенното разрастване на организацията. Тридесет научни отделения се намирали под ръководството на професор Вюст от Мюнхен.

### Списък на отделите
- Изследователски отдел по астрономия. Ръководител – Филип Фаут
- Изследователски отдел по биология. Ръководител – Валтер Грайте
- Изследователски отдел по ботаника. Ръководител – барон Филип фон Лютцелбург
- Изследователски отдел по геология и минералогия. Ръководител – Ролф Хьоне
- Изследователски отдел по разкопките. Ръководител – Ролф Хьоне, след него Ханс Шлайф, след него – Херберт Янкун
- Изследователски отдел за германското изкуство. Ръководител – Емерих Шафран. Отделът започнал своята работа на 15 май 1938 г., а в края на годината е закрит.
- Изследователски отдел по хералдика и родови емблеми. Ръководител – Карл Конрад Рупел
- Изследователски отдел за германската архитектура. Ръководител – Мартин Рудолф
- Изследователски отдел по германската филология и местен фолклор. Ръководител – Бруно Швайцер
- Изследователски отдел по естествознание на праисторическия период. Ръководител – Рудолф Шютрумпф
- Изследователски отдел по индо-германски и фински културни връзки. Ръководител – Юрьо фон Грьонхаген. Отделът е функционирал през 1937 – 1939 г.
- Изследователски отдел по карстови образования и пещери (за военни цели). Ръководител – Ханс Бранд
- Изследователски отдел по метеорология и гео-физически изследвания. Ръководител – Ханс Роберт Скултетус
- Изследователски отдел по отдел ентомология и борба с паразити. Ръководител – Едуард Май.
- Изследователски отдел по отдел генетика на растенията. Ръководител – Хайнц Брюхер
- Изследователски отдел по отдел индо-германска арийска култура и езици. Изучаване на санскрит и ведическият език. Ръководител – Валтер Вюст.
- Учебно-изследователски отдел по индо-германска немска култура и езици. Ръководител – Рихард фон Кинле
- Учебно-изследователски отдел по история на индо-европейските религии. Ръководител – Ото Хут
- Учебно-изследователски отдел за народни легенди, приказки и саги (бил распуснат скоро след неговото създаване). Ръководител – Йозеф Пласман
- Учебно-изследователски отдел за германската култура и местен фолклор. Ръководител – Йозеф Пласман.
- Учебно-изследователски отдел по народна медицина (изучаване на целебните треви, просъществувал до 1939 година). Ръководител – Александър Берг
- Изследователски отдел по насипни обитаеми могили. Ръководител – Вернер Хаарнагел
- Изследователски отдел по хербариите. Ръководител – Ернст Пфол
- Изследователски отдел по приложна геология. Ръководител – Йозеф Вимер
- Изследователски отдел по приложна социология на езика. Ръководител – Георг Шмит-Рор
- Изследователски отдел по средните векове и нова история. Ръководител – Херман Льофлер
- Изследователски отдел за Близкия изток. Ръководител – Виктор Христиан
- Отделение за изследване на индо-германската немска музика. Ръководител – Алфред Квелмалц
- Учебно-изследователски отдел по германистика. Ръководител – Вилхелм Тойдт. По-късно отделът ръководил Бруно Швайцер, след него Йозеф Пласман
- Учебно-изследователски отдел по германска фолклористика. Ръководител – Рихард Волфрам
- Учебно-изследователски отделение по германска традиция и етнография. Ръководител – Хайнрих Харманц
- Учебно-изследователски отдел по топография и ландшафтен символизъм. Ръководител – Вернер Мюлер
- Учебно-изследователски отдел по древна история. Ръководител – Франц Алтхайм
- Учебно-изследователски отдел по изобразително и приложно естествознание. Ръководител – Едуард Трац
- Учебно-изследователски отдел по келтските народи. Ръководител – Лудвиг Мюлхаузен
- Учебно-изследователски отдел по средновековен латински език. Ръководител – Паул Леман
- Учебно-изследователски отдел по история на индо-германско немско правораздаване. Ръководител – Вилхелм Ебел
- Учебно-изследователски отдел по история на първобитното общество. Ръководител – Густав Беренс.
- Учебно-изследователски отдел по история на първобитната история. Ръководител – Азиен Бомерс.
- Учебно-изследователски отдел по коневъдство. Ръководител – Ернст Шефер
- Учебно-изследователски отдел по класическа филология и Древният свят. Ръководител – Рудолф Тил, едновременно възглавявал и латинското отделение; гръцкото отделение ръководил Франц Дирлмайер
- Учебно-изследователски отдел по култура на Северна Африка. Ръководител – Ото Рьослер
- Учебно-изследователски отдел по писменост и символи. През 1935 – 1938 г. ръководител е Херман Вирт. Включен е сектор за изследване на символите (ръководител – Карл Теодор Вайгел). Впоследствие Вайгел е ръководител на отдела. Отделът по-късно е обединен с отдела по рунология.
- Учебно-изследователски отдел по рунология. Ръководител – Волфганг Краузе
- Учебно-изследователски отдел по философия. Ръководител – Курт Шилинг
- Отдел „Германски научен потенциал в действие“. Ръководител – Ханс Шнайдер
- Отделение за изследване на окултните науки. Изследвания по парапсихология, спиритизъм, окултизъм и други официално забранени в Третия Райх науки.
- Учебно-изследователски отдел за Централна Азия и експедиции. Ръководител – Ернст Шефер
- Зондеркоманда „Н“ (Аш). Създаване на картотеки на вещиците и събиране на данни за вещерските процеси. Ръководител – Рудолф Левин

### Отдели, за дейността на които няма сведения
- Изследователски отдел по зоогеография и зооистория.
- Изследователски отдел по общо естествознание.
- Изследователски отдел по остеология.

### Експедиции на Аненербе
- 1-ва експедиция на Херман Вирт в Скандинавия (1935)
- 2-ра експедиция на Херман Вирт в Скандинавия (1936)
- Експедиция на Юрьо фон Грьонхаген в Карелия (1937)
- Експедиция на Франц Алтхайм и Ерика Траутманн-Неринг в Близкия изток (1938)
- Експедиция на Ернст Шефер в Тибет (1938 – 1939)
- Експедиция на Бруно Швайцер в Исландия (1938 – 1939)
- Експедиция в Прибалтика в състава на Германската архивна комисия (1939 – 1940)
- Експедиция на Едмунд Кис в Боливия (1939, не състояла се)
- Експедиция на Ото Хут на Канарските острови (1939, не състояла се)
- Експедиция на Филип фон Лютцелбург в Парагвай (1942, не състояла се)
- Експедиция на Ото Ран, която издирва в катарския замък край Монсегюр „Свещеният Граал“, който бил уж скрит тук от катарите преди унищожаването им.[16][17]

### Институти за научни изследвания с целево военно значение
- Отдел „P“ (пектин). Изследвания за приложението на пектина и глутаминовата киселина в качеството на клиническо средство за съсирването на кръвта. Ръководител – Курт Плетнер
- Отдел „H“. Експерименти за изследвания на рака. Ръководител – професор Август Хирт от Тюбингенския университет. Зиверс потвърждавал при разпитите на 29 юни 1945 година, че именно на Хирт първо се е удало да отдели клетка на рака у мишка, използвана е флуоресцираща микроскопия, унищожавал е тази клетка благодарение на своя нов метод на лечение. Това е първият в историята известен случай на лечение на рака.
- Отдел „М“ (математика). На ръководителя на отдела Карл-Хайнц Бозеку помагали 25 асистенти от затворниците в концентрационния лагер Ораниенбург. Задачите идвали от вермахта, ВМС, ВВС, а така също и от Съвета за научни изследвания.
- Отдел „R“. Ръководител – Зигмунд Рашер

### Национални подотдели на Аненербе
- „Дания“. Ръководител – Карл Керстен
- „Нидерландия“. Ръководител – Фридрих Май
- „Норвегия“. Ръководител – Ханс Швалм
- „Фландрия“. Ръководител – Аларих Августин
- „Швейцария“. Ръководител – Вилхелм Хенрих Руоф
- „Франция“. Ръководител – Лудвиг Мюлхаузен
- „Швеция“. Ръководител – граф Ерик Оксенщирн

Библиотека „Наследството на предците“ се е разполагала в замъка Оберайхлберг недалеч от Улм. Библиотекар е Анегрет Шмит.
Така също от обществото са провеждани археологически изследвания в Кафиристан, в Тибет, а така и на острови в Ла-Манш, в Румъния, България, Хърватско, Полша, Гърция и други страни в Европа.

## Аненербе в германския историко-геополитически контекст
Според Карл Шмит, наричан още „главният юрист на Третия Райх“: 
| „ | Световната история – това е история на борбата на континенталните държави срещу морските държави и на морските държави срещу континенталните | “ |

, т.е. основната ос на историко-геополитическото противопоставяне, предопределяща посредством историята и настоящето, е по линията Таласократия – Телурократия.
Предходно, Теодор Момзен пишейки своята „Римска история“ в частта ѝ за пуническите войни, и опитвайки се да даде съвременен нему образ на Картаген, го сравнява с Лондон – тогавашната финансова столица на света с Лондонското Сити.